# Jan Matura
Jan Matura (* 29. Januar 1980 in Český Krumlov) ist ein ehemaliger tschechischer Skisportler, der zuerst in der Nordischen Kombination und anschließend im Skispringen aktiv war. Er ist Sportlehrer und startete für Dukla Liberec. 2012 gewann er die Sommerwertung des Continental Cups.

## Werdegang

### Nordische Kombination
In Schonach debütierte Jan Matura 1999 im Weltcup der Nordischen Kombination. Bis 2001 nahm er an zehn Weltcups teil, konnte aber seine beste Platzierung, einen neunten Rang in einem Gundersenwettbewerb in seinem ersten Wettkampf nie wiederholen. 1997 in Trondheim, 1999 in Ramsau und 2001 in Lahti nahm Matura an Nordischen Skiweltmeisterschaften teil. Seine Starts bei Einzelrennen 1999 und 2001 waren wenig erfolgreich, doch verpasste er 1997 mit der Staffel den Gewinn einer Medaille als Viertplatzierter nur knapp.

### Skispringen
Da seine Ergebnisse in der Kombination vor allem wegen schwacher Leistungen im Skilanglauf stagnierten, wechselte Matura zu den Spezialspringern. Bei seinem ersten Wettkampf 2002 während der Vierschanzentournee wurde er Letzter im ersten Durchgang. Erstmals ins Finale kam er 2003 beim Skifliegen in Planica (24.). Seine erste Platzierung unter den besten Zehn in einem Einzelspringen hatte er als Neunter auf der Großschanze am 22. Januar 2006 in Sapporo. Knapp fünf Jahre später konnte er am 16. Januar 2011 mit Platz vier am selben Ort sein bis zu diesem Zeitpunkt bestes Ergebnis in einem Weltcupspringen erreichen. Zwei Jahre später, am 19. Januar 2013, gelang ihm wiederum in Sapporo überraschend sein erster Weltcupsieg. Beim zweiten Springen in Sapporo am Tag darauf war er erneut siegreich.
Beim Skifliegen im tschechischen Harrachov erreichte Matura Anfang Februar 2013 mit einem dritten Platz das erste Mal eine Podiumsplatzierung in dieser Disziplin. Später am selben Tag wurde er auf derselben Schanze hinter Gregor Schlierenzauer Zweiter.
Am 21. Februar 2010 konnte Matura im thüringischen Brotterode erstmals ein Springen des zweitklassigen Continental Cups gewinnen. Sein zweiter Sieg in diesem Wettbewerb gelang ihm am 14. Juli 2012, als er den ersten internationalen Wettkampf auf der neuen Olympiaschanze in Sotschi gewann. Nachdem er im August auch eines der beiden Springen im finnischen Kuopio für sich entscheiden konnte, gewann er durch einen dritten Platz im vorletzten Springen am 22. September in Klingenthal bereits vorzeitig die Sommerwertung des Continental Cups 2012.
Als Skispringer nahm Matura an zwei Olympischen Spielen teil. 2002 in Salt Lake City startete er auf der Normalschanze (47.) und im Team (12.), 2006 in Turin (Pragelato) auf der Normalschanze (21.), Großschanze (22.) und im Teamwettbewerb (9.). Je fünfmal nahm er an Nordischen Skiweltmeisterschaften und Skiflug-Weltmeisterschaften teil. Seine beste Platzierung in einem Einzelwettbewerb war ein 20. Rang auf der Großschanze bei den Welttitelkämpfen 2003 in Val di Fiemme.
15 Jahre nach seinem Weltcupdebüt gab Matura im Mai 2017 bekannt, nach einem letzten Continental-Cup-Springen sowie den Tschechischen Meisterschaften im Sommer seine Karriere zu beenden.

## Erfolge im Skispringen

### Weltcupsiege im Einzel
| Nr. | Datum           | Ort     | Typ         |
| --- | --------------- | ------- | ----------- |
| 1.  | 19. Januar 2013 | Sapporo | Großschanze |
| 2.  | 20. Januar 2013 | Sapporo | Großschanze |

### Weltcup-Platzierungen
| Saison  | Platz | Punkte |
| ------- | ----- | ------ |
| 2002/03 | 72.   | 007    |
| 2003/04 | 51.   | 032    |
| 2004/05 | 44.   | 066    |
| 2005/06 | 34.   | 121    |
| 2006/07 | 57.   | 033    |
| 2007/08 | 44.   | 039    |
| 2008/09 | 66.   | 010    |
| 2009/10 | 53.   | 045    |
| 2010/11 | 27.   | 180    |
| 2011/12 | 52.   | 040    |
| 2012/13 | 10.   | 631    |
| 2013/14 | 26.   | 311    |
| 2014/15 | 40.   | 114    |
| 2015/16 | 33.   | 118    |

### Grand-Prix-Platzierungen
| Saison | Platz | Punkte |
| ------ | ----- | ------ |
| 2003   | 39.   | 015    |
| 2004   | 45.   | 013    |
| 2005   | 06.   | 242    |
| 2007   | 53.   | 029    |
| 2008   | 63.   | 014    |
| 2009   | 62.   | 013    |
| 2010   | 32.   | 064    |
| 2011   | 48.   | 036    |
| 2012   | 33.   | 064    |
| 2013   | 29.   | 102    |
| 2014   | 44.   | 040    |
| 2015   | 36.   | 069    |

### Continental-Cup-Siege im Einzel
| Nr. | Datum            | Ort        | Typ           |
| --- | ---------------- | ---------- | ------------- |
| 1.  | 21. Februar 2010 | Brotterode | Normalschanze |
| 2.  | 14. Juli 2012    | Sotschi    | Großschanze   |
| 3.  | 11. August 2012  | Kuopio     | Großschanze   |